# Pałac Tyzenhausa w Grodnie
Pałac Antoniego Tyzenhausa w Grodnie – pałac na Horodnicy w Grodnie wzniesiony dla Antoniego Tyzenhausa w XVIII wieku, spalony w 1915 roku.

## Historia
Pałac został najprawdopodobniej zaprojektowany przez Józefa Sacco, z którym współdziałali: architekt Józef Mezer i malarze oraz dekoratorzy: Piotr Gierzydowicz, Karol (Łukasz) Hübel, Antoni Gruszecki i Louis Folville.
Pałac składał się z centralnej, dwukondygnacyjnej części oraz dwóch parterowych skrzydeł. Parterowe części pałacu były nakryte wysokim, gładkim trójspadowym dachem. Główny korpus pałacu miał układ dwutraktowy. Trakt frontowy mieścił na osi niewielki owalny westybul z jednobiegowymi schodami prowadzącymi na piętro. Od strony parku, w środkowej części pałacu istniały dwa salony i pokój jadalny oraz wielka sala balowa o funkcjonalności również koncertowej i teatralnej. Antoni Tyzenhaus utrzymywał w Horodnicy ponadtrzydziestoosobową kapelę, teatr oraz balet pod kierownictwem mistrzów tańca. 
Oba skrzydła miały również układ dwutraktowy, z korytarzami pośrodku. Pokoje tu były przeznaczone dla gości, administracji, służby i na biura.
Po III rozbiorze Polski pałac został przeznaczony na siedzibę gubernatora. Bez wielkich zmian przetrwał w takim stanie do 1915 roku, gdy – w wyniku niemieckiego bombardowania – spłonął i nie został odbudowany po I wojnie światowej.
Obie wojny przetrwał park założony za pałacem, na zboczu schodzącym do rzeczki Horodniczanki, po 1920 roku przekształcony w ogród miejski.

## Odniesienia w kulturze
Pałac na Horodnicy został opisany w 3. tomie Dziejów rezydencji na dawnych kresach Rzeczypospolitej Romana Aftanazego.